# Borki-Wyrki
Borki-Wyrki – wieś w Polsce położona w województwie mazowieckim, w powiecie siedleckim, w gminie Zbuczyn.
Na terenie wsi utworzono dwa sołectwa Borki-Wyrki i Świercze. W 2023 sołectwa te liczą odpowiednio 291 i 66 mieszkańców.
| SIMC    | Nazwa    | Rodzaj    |
| ------- | -------- | --------- |
| 0696289 | Koryta   | część wsi |
| 0696295 | Świercze | część wsi |

Ważnym wydarzeniem odbywającym się cyklicznie w tej miejscowości jest Regionalny Przegląd Amatorskich Zespołów Tanecznych organizowany od roku 1999 przez Szkołę Podstawową im. Kornela Makuszyńskiego w Borkach-Wyrkach. Od roku 2007 Przegląd organizuje Regionalne Stowarzyszenie Kulturalno-Oświatowe "Kornel" w Borkach-Wyrkach. W 2008 roku odbył się już IX Przegląd.
W latach 1954–1959 wieś należała i była siedzibą władz gromady Borki-Wyrki, po jej zniesieniu w gromadzie Zbuczyn Poduchowny. W latach 1975–1998 miejscowość administracyjnie należała do województwa siedleckiego.
Wierni Kościoła rzymskokatolickiego należą do parafii św. Stanisława i Aniołów Stróżów w Zbuczynie.